# Мир-Мовсум-ага
Мир-Мовсум-ага (азерб. Mir Mövsüm ağa, настоящее имя — Сейидали Мир Абуталыб оглы Мирмовсумзаде (азерб. Seyidəli Mir Abutalıb oğlu Mirmövsümzadə); 1883—1950) — старец и сеид, живший в исторической части Баку (Ичери-шехере) и почитавшийся населением города в качестве святого и способного излечивать немощных. Сам Мир-Мовсум-ага был со слаборазвитыми костями и не мог самостоятельно передвигаться и даже ровно сидеть, из-за чего в народе было поверье, будто бы Мир-Мовсум-ага родился без костей, за что в народе он был известен и как «Эт-ага» (азерб. Ətağa — ага из мяса).

## Биография

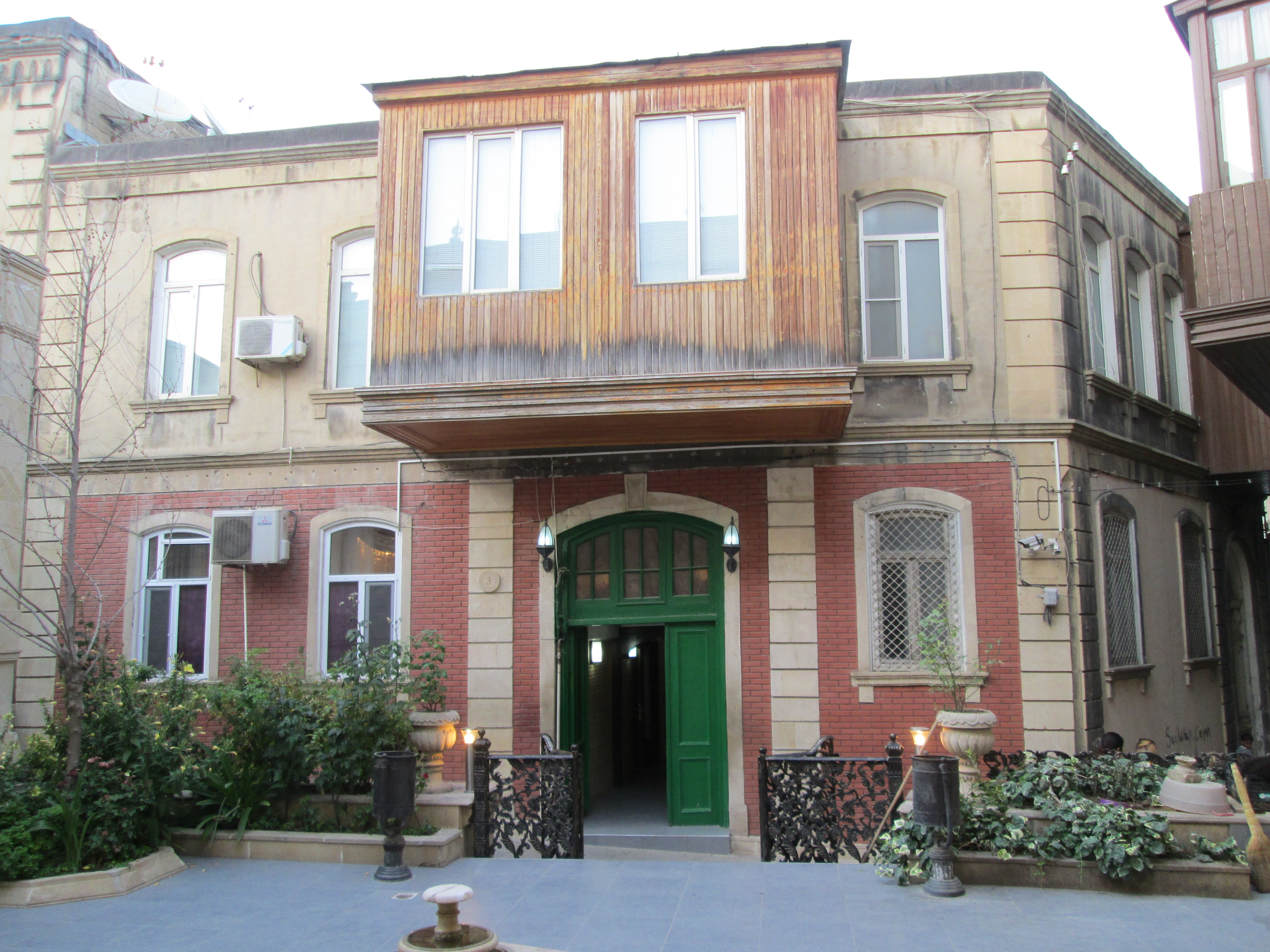
Дом в Ичери-шехере, в котором жил Мир-Мовсум-ага

Мир-Мовсум-ага родился в 1883 году в семье сеида Мир-Талыб-аги. Семья Мовсумовых переехала в Ичери-шехер в конце XIX века. Чтобы получить разрешение построить здесь дом, отец Мир-Мовсум-аги писал письмо генерал-губернатору Баку. Мир-Мовсум-ага жил в доме, расположенном сегодня на улице Фирдоуси, д. 3, в котором живёт дочь Мир-Кязым-аги, младшего брата Мир-Мовсум-аги, Гонча-ханым. Мать Мир-Мовсум-аги Хадиджа-ханум переписывалась с самой Хуршидбану Натаван. Старший брат Мир-Мовсум-аги, который скончался в среднем возрасте, был богословом и философом.
Многие, чтобы придать личности Мир-Мовсум-аги больше святости, говорили, что тот родился без костей (откуда и прозвище «Эт-ага» (ага из мяса)). На самом деле, по словам Гонча-ханым, Мир-Мовсум-ага родился нормальным ребёнком. Но когда через неделю мать Мир-Мовсум-аги распеленала ребёнка, чтобы искупать, то увидела его в крови. Из-за потери крови одна сторона Мир-Мовсум-аги была парализована и появились проблемы с речью. Мир-Мовсум-ага стал также страдать от нехватки кальция в костях, не мог ровно держаться и был очень худым. Носил Мир-Мовсум-ага очень мягкие сапоги, которые ему шила жившая по соседству еврейка Марьяш. Сам Мир-Мовсум-ага не любил прозвище «Эт-ага».

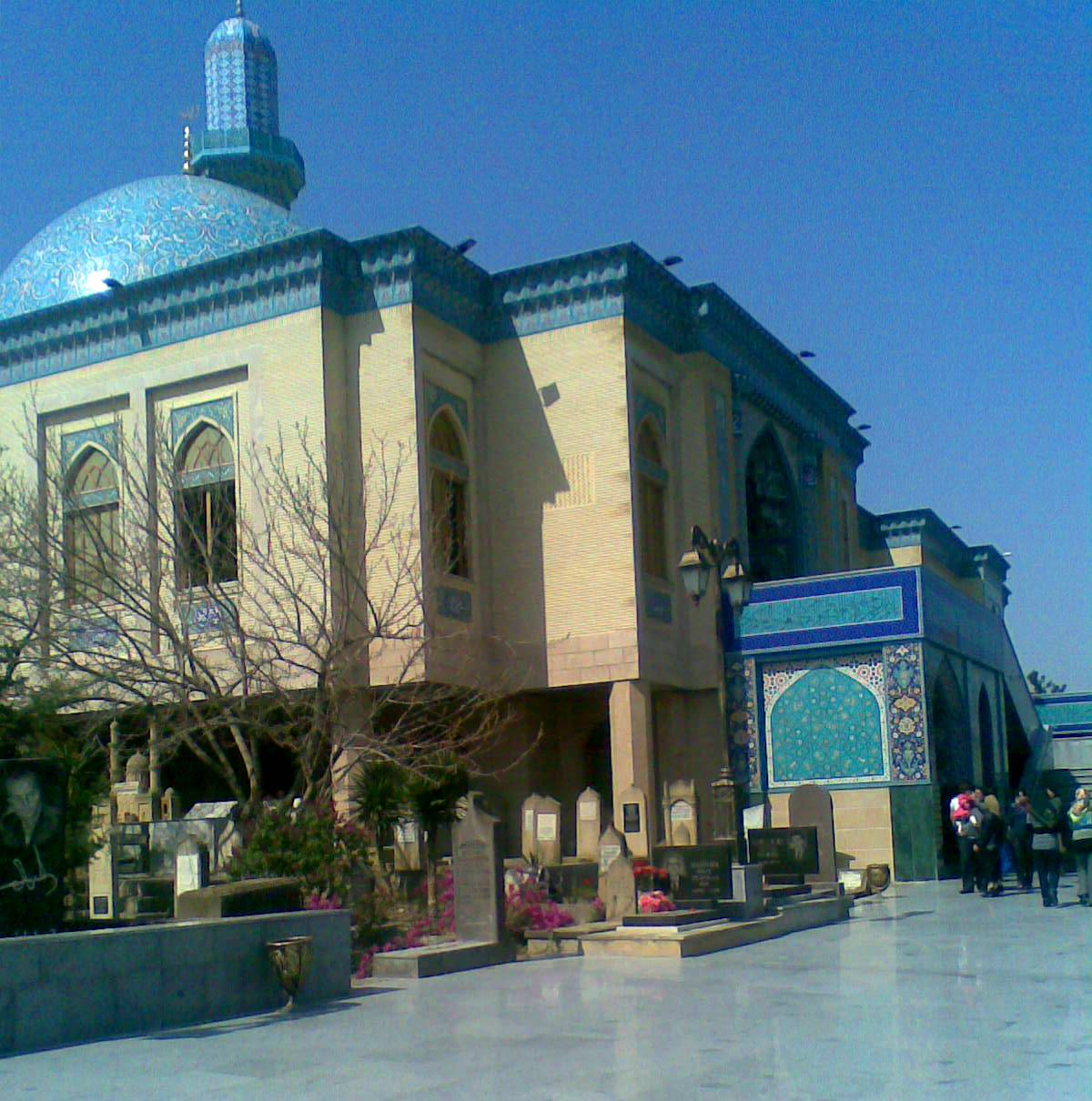
Мавзолей над могилой Мир-Мовсум-аги на кладбище посёлка Шувелян

Семья Мир-Мовсум-аги получала приношения также из Ирана и из Средней Азии благородным металлом и драгоценностями. Жертвователи обычно стучали в дверь и просовывали дары в щель, молча уходя и не называя себя. Жертвователи верили, что передача жертвы связывала его с сеидом и без оглашения имени. При таком жертвоприношении сеид не бросался в глаза антирелигиознику. Однако случались и курьёзные ситуации, вытекающие из почитания сеида, которые могли выдать последнего. К примеру, в предвоенные годы у двора Мир-Мовсум-аги, который однажды ехал на дачу в Шувелян, собралось в этот день около 40 фаэтонов. Фаэтонщики съехались со всего города, чтобы бесплатно перевезти вещи Мир-Мовсум-аги. Но так как вещей оказалось меньше, чем фаэтонов, каждый фаэтонщик перевозил одну вещь сеида, поскольку люди верили, что само соприкосновение с вещью сеида также является важным достижением. За домом Мир-Мовсум-аги следили сотрудники НКВД, а за его посещения могли даже уволить с работы.
До 40 лет Мир-Мовсум-ага мог немного ходить и сидеть, но впоследствии из-за нехватки кальция не мог делать и этого. В 1950 году Мир-Мовсум-ага скончался. Поскольку семейная дача находилась в селе Шувелян, был похоронен там же. Люди несли гроб с телом покойного пешком от самого Ичери-шехера. Телеграммы с соболезнованиями приходили из таких стран, как Иран, Ирак, Турция, Афганистан, Румыния, Болгария, Германия, Нидерланды и др.
В советские годы могила Мир-Мовсум-аги оставалась неухоженной. Из школьных работников назначались люди, которые докладывали о тех, кто посещал его могилу.
В 1992 году трое шувелянцев (Низам Алиев, Гаджи Тахир и Гаджи Шамси) с согласия семьи покойного на свои средства благоустроили могилу Мир-Мовсум-аги. Мавзолей-мечеть с парными куполами и одним минаретом, воздвигнутый над могилой Мир-Мовсум-аги, отделан изразцами бирюзово-синего цвета. Могилу Мир-Мовсум-аги посещали также такие личности, как Пьер Ришар и Жан-Клод Ван Дамм. Бывший президент Азербайджана Гейдар Алиев четыре раза побывал на могиле Мир-Мовсум-аги (в 1944 году он лично навестил сеида).